# Кудрявцев, Владимир Ильич
Владимир Ильич Кудрявцев (1900—1980) — советский и российский микробиолог, доктор биологических наук (1952), специалист по систематике дрожжей.

## Биография
Родился 30 июня (12 июля) 1900 года в деревне Бурцево Ржевского уезда Тверской губернии. Учился в Первом Ленинградском медицинском институте, окончил его в 1926 году.
В 1934 году получил степень кандидата биологических наук без защиты диссертации.
В 1952 году защитил диссертацию доктора биологических наук.
В 1958 году В. И. Кудрявцеву было присвоено звание профессора.
С 1975 года он заведовал лабораторией систематики дрожжей Института микробиологии АН СССР.
Создатель единственного русскоязычного определителя дрожжей (1954). Занимался изучением закономерностей распространения дрожжей в природе, видов дрожжей, используемых в виноделии. Автор теории о видообразовании у дрожжей, о его связи с практической деятельностью человека.
Скончался 16 мая 1980 года.

## Некоторые публикации
- Кудрявцев В. И. О принципах классификации микроорганизмов // Микробиология. — 1942. — Т. 11. — С. 15—28.
- Кудрявцев В. И. Систематика дрожжей. — М., 1954. — 428 с.

## Виды, названные именем В. И. Кудрявцева
- Pichia kudriavzevii Boidin et al., 1965, nom. nov. — Issatchenkia orientalis Kudryavtsev, 1960
- Saccharomyces kudriavzevii G.I.Naumov et al., 2000